# Ла-5
Ла-5 (первоначальное название — ЛаГГ-5) — советский одномоторный истребитель, созданный в 1942 году ОКБ-21 под руководством С. А. Лавочкина в Горьком.
Производился с июля 1942 года.
Самолёт представлял собой одноместный моноплан цельнодеревянной конструкции с убирающимся шасси и закрытой кабиной. Всего выпущено 9920 самолётов.

## История создания
В конце 1930-х годов все серийные истребители в Советском Союзе имели в своей основе смешанную конструкцию. Несмотря на все недостатки при использовании древесины (в основном — больший вес конструкций необходимой жёсткости) создание «дельта-древесины» и продвижение проекта самолёта ЛаГГ-1/ЛаГГ-3, построенного с использованием этих материалов, привело к появлению на свет современного по тому времени истребителя цельнодеревянной конструкции.
Изделия из дерева требовали очень высокой квалификации рабочих. Весь фюзеляж ЛаГГ-3 (из которого потом делали ЛаГГ-5) собирался на клею, что требовало строжайшего соблюдения требований по температуре, влажности и запылённости в цеху. Опытный экземпляр самолёта был отполирован с особой тщательностью и покрыт лаком для снижения аэродинамического сопротивления. Все эти факторы привели к тому, что в серийном производстве ЛаГГ-3 был немного другим самолётом, нежели на испытаниях, и требовал, уже при рождении, модернизации.
Несмотря на то, что ЛаГГ-3 обладал целым рядом конструктивных недоработок и был трудным в пилотировании, лётчики с уважением относились к этому самолёту, признавая, что его пилотирование не является простым делом и требует определённой подготовки. За лакированную древесину ЛаГГ получил прозвище «Лакированный Гарантированный Гроб», которое, вопреки распространённому мнению, не употреблялось во время войны, и появилось после выхода книги, посвящённой работе С. Лавочкина[когда?].
В боях ЛаГГ показал себя живучей машиной, способной вернуться на аэродром базирования с фюзеляжем, напоминающим «решето». Но в начале 1942 года ЛаГГ-3 уже не мог на равных бороться с новыми модификациями немецких истребителей. Лётчики жаловались на слабое вооружение машины, оснащённой поначалу лишь тремя пулемётами, а также на недостаточный запас патронов. Лавочкин, пойдя навстречу требованиям фронтовиков, увеличил калибр оружия и боезапас, тем самым утяжелив конструкцию. Резко упала скорость и скороподъёмность. Основная проблема была в моторе. У ЛаГГ-3 был мотор жидкостного охлаждения М-105П мощностью 1050 л. с. Но его мощности не хватало для тяжёлой машины цельнодеревянной конструкции. Лавочкин возлагал надежды на новый рядный двигатель жидкостного охлаждения М-107. При тех же габаритах, что и серийный М-105, новый двигатель В. Климова (далёкий потомок французского мотора «Испано-Сюиза» 12 Ybrs, купленного по лицензии) развивал взлётную мощность в 1400 л. с., а на высоте 5 км — 1300 л. с. В этой связи конструкторским бюро Лавочкина и Яковлева было поручено разработать истребители на базе этого двигателя. Двигатели серии М-105, устанавливавшиеся на ЛаГГ-3, также были в дефиците, поскольку использовались на Як-1/Як-7 и Пе-2.
В связи с этим, к январю 1942 разработка истребителя ЛаГГ была на грани закрытия. Ставка отдавала предпочтение уже налаженному производству Як-7, так что Лавочкину пришлось срочно искать новый двигатель. Его КБ приняло решение заменить двигатель водяного охлаждения на двигатель воздушного охлаждения — АШ-82.
По мнению наркома авиационной промышленности А. Шахурина, этой заменой решалась проблема большой государственной важности. Получилось так, что на всех истребителях, проходивших испытания в 1940 году, стояли двигатели водяного охлаждения. А не менее 40 % двигателей, производимых на моторных заводах, имели воздушное охлаждение. Перевести же завод с производства моторов воздушного охлаждения на водяные во время войны практически было невозможно, так как для этого требовалось сменить почти всю оснастку. Поэтому при острейшей нехватке двигателей водяного охлаждения имелись значительные складские запасы авиационных двигателей воздушного охлаждения. Именно эти запасы и позволяли быстро дать фронту крайне необходимый истребитель.
Из-за несоответствия размеров и большего веса двигатель невозможно было установить на существующий каркас без значительных переделок и, соответственно, затрат времени, а это было критическим моментом. Однако, заместитель Лавочкина С. М. Алексеев сумел в невероятном темпе, без расчётов и чертежей, сделать опытный экземпляр самолёта. В связи с решением Государственного Комитета Обороны о снятии ЛаГГ-3 с производства и передачи заводов, на которых он выпускался, в распоряжение КБ Яковлева и организации на них производства истребителей Як, ситуация для КБ Лавочкина складывалась критической. Однако, 21 марта 1942 года, за несколько дней до отправки КБ Лавочкина в Тбилиси лётчик-испытатель Василий Мищенко поднял в воздух будущий Ла-5.
22—23 апреля лётчики-испытатели А. П. Якимов и А. Г. Кубышкин продолжили испытания. Для полётов использовали залитую талой водой полосу в десятке километров от завода. Во время испытаний многие части опытного самолёта ломались, недоработки устранялись прямо на лётном поле при свете автомобильных фар, но судьба была очень благосклонна к пилотам и никто при таких «испытаниях» не погиб.
Новый мотор обеспечивал столь тяжёлой конструкции необходимую мощность в 1700 л. с. По сравнению с базовым ЛаГГ-3 новый самолёт был существенно лучше, в частности резко увеличилась скорость и скороподъёмность, однако и проблем было предостаточно.
Главной из них была температура — из-за спешки конструктору не удалось должным образом доработать самолёт и обеспечить нормальный отвод температуры от двигателя. 
После проведённых 26 испытательных полётов отчёт об испытаниях был направлен в Москву. В отчёте было указано, что самолёт основную массу испытаний выдержал, но не решена проблема с перегревом мотора. Москва подумала и дала на устранение неисправностей 10 дней. И тут некий рабочий Авиастроительного завода № 21 обнаружил в цеху упакованный в деревянный ящик новенький масляный радиатор с заводским паспортом от мотора М-107. Он и спас самолёт. Лавочкин запретил брать чужое, но коллектив его не послушал — за одну ночь выколотили дюралевый обтекатель к новому радиатору и поставили на самолёт. Двигатель перегреваться перестал.
Однако решить проблему жара в кабине пилота до конца так и не удалось.
6 мая провели испытания на штопор. Без продувок в аэродинамической трубе и тщательных расчётов выйти из штопора крайне затруднительно. Но в этот раз испытания прошли успешно.
20 мая было принято решение о начале серийного производства ЛаГГ-3 с мотором М-82 под обозначением ЛаГГ-5 на заводе № 21 в Горьком.
Первые серийные самолёты стали сходить с конвейера в июле 1942 года.
Первые серийные машины не достигали скорости, заявленной в справке, на основании которой И. В. Сталин принимал решение о запуске самолёта в серию. Для решения проблемы на завод срочно выехала группа специалистов, которую возглавлял начальник ЦИАМ Владимир Исаакович Поликовский. Научная группа работала круглосуточно. Именно Поликовский предположил, что причина потери скорости — плохая герметизация капота. Были проведены работы по герметизации капота, в результате которых самолёт достиг заявленной скорости.
А результаты работы Георгия Ивановича Петрова в области совершенствования аэродинамики самолётов позволили увеличить скорость истребителей Як-3 и ЛаГГ-5.
ЛаГГ-3 на полгода раньше оснастил двигателем АШ-82 соавтор Лавочкина по ЛаГГу М. И. Гудков. Его самолёт Гу-82 не показал решающего превосходства над ЛаГГ-3. По этой причине, а также из-за необходимости увеличения количества уже выпускаемых серийных самолётов в условиях сложной обстановки на фронте, так и не был принят к производству.
Конструктивно ЛаГГ-5 отличался от ЛаГГ-3. Установка двигателя воздушного охлаждения и нового вооружения повлекли за собой немало изменений. В отличие от ЛаГГ-3 последних серий, ЛаГГ-5 вначале не имел автоматических предкрылков и убирающегося заднего колеса — они появились позднее. Несколько изменились размеры нового самолёта по сравнению с ЛаГГ-3. Так, длина ЛаГГ-3 была 8,81 метра, а длина нового самолёта — 8,67 метра. Изменился и взлётный вес — с 3160 кг до 3380 кг.
Несмотря на больший вес, ЛаГГ-5 с более мощным мотором показывал хорошие результаты. Его скорость в горизонтальном полёте на уровне моря была на 8 км/ч больше своего предшественника, а на высоте 6500 метров превосходство в скорости возросло до 34 км/ч. Лучше была и скороподъёмность. Но что важнее всего, новый самолёт удалось сравнить с трофейным Мессершмиттом Ме109 G-2 и ЛаГГ-5 если и уступал немецкому истребителю, то очень незначительно, в то время как ЛаГГ-3 был с ним просто не сравним.
Первоначально ЛаГГ-5 имел на вооружении две автоматические 20-мм пушки ШВАК, которые размещались в передней части фюзеляжа над двигателем.
Приборное оснащение было очень скудное. На самолёте даже не имелось ни одного гироскопического прибора, как например авиагоризонта или гирокомпаса. Если сравнивать ЛаГГ-5 с аналогичными самолётами нацистской Германии, Великобритании или США, то может показаться, что технически он значительно уступал им. Однако по своим лётным качествам он вполне соответствовал требованиям времени. Кроме того, его простая конструкция, отсутствие необходимости в сложном техобслуживании и нетребовательность к взлётным полям делали его идеальным для тех условий, в которых приходилось действовать частям советских ВВС. Первый серийный самолет был выпущен на заводе № 21 27 июня, а второй — 2 июля 1942 года.
Приказом НКАП № 683 от 8 сентября 1942 года истребители ЛаГГ-5 были переименованы в Ла-5.

## Конструкция
(описание даётся в основном применительно к самолёту модификации Ла-5ФН)
Ла-5 имел аэродинамическую схему одномоторного свободнонесущего низкоплана.
Основным конструктивным материалом планера была сосна и берёзовый шпон. При изготовлении силового набора крыла и фюзеляжа также применялась дельта-древесина. Все деревянные детали самолёта склеивались смоляным клеем ВИАМ-Б3, без применения гвоздей и шурупов. Также в конструкции силовых элементов применялась специальная сталь, а на самолётах выпуска 1944 года и позднее часть элементов планера была выполнена из дюраля и стали.

### Фюзеляж
Фюзеляж деревянный, полумонококовой конструкции, овального сечения. Технологически состоял из двух разъёмных частей: переднего отсека и остальной части планера. Киль выполнен заодно с фюзеляжем.
Силовая конструкция передней части состояла из пяти рамных шпангоутов и шести бимсов. Внутри носовой части находился т. н. лафет — сварная ферма из хромансилевых труб, профилей и подкосов, которая служила для крепления моторамы двигателя и агрегатов пушечного вооружения самолёта. Обшивка носовой части — листовой дюралюминий.
Остальная часть каркаса фюзеляжа полностью деревянная. Силовой набор хвостовой части — четыре лонжерона, 15 шпангоутов и 143 стрингера, материал — сосна. Все шпангоуты коробчатого сечения, кроме шпангоута № 1 который выполнен сплошным и отделяет переднюю часть фюзеляжа от задней. Шпангоуты № 1, 2 и 3 — силовые. Они не имеют нижней части и в этом месте каркас планера самолёта усилен продольными сосновыми брусьями. Фанерная обшивка фюзеляжа состоит из двух половин (правой и левой), она крепилась к каркасу при помощи клея на основе эпоксидный смолы и состояла из 4-8 слоёв полос берёзового шпона, наклеенного по отношению к строительной оси фюзеляжа под углом 45°, а по отношению к соседнему слою шпона — под углом 90°.
На самолётах модификации Ла-5ФН с боков передней части фюзеляжа и на центроплане до нервюры № 2 установлена защита обшивки от обгорания горячими выхлопными газами мотора, в виде накладных дюралевых листов на асбестовой прокладке.
Кабина лётчика расположена сразу за передней частью фюзеляжа, между шпангоутами № 2 и № 5. Кабина закрывалась сдвижной крышкой фонаря, шп. № 2-7, которая могла быть аварийно сброшена одним движением ручки. В кабине расположено кресло лётчика с чашкой под парашют, органы управления самолётом и его системами, приборная доска и электрощиток, сверху доски установлен прицел. За спинкой кресла устанавливалась броня толщиной 8,5 мм, впереди и сзади остекления установлено по прочному бронестеклу.

### Крыло
Крыло трапециевидное в плане, с поперечным V 5° ±15′. Состояло из центроплана и двух отъёмных частей.
Силовой набор центроплана почти полностью деревянный, состоял из двух лонжеронов, двенадцати нервюр и стрингеров. К силовому набору клеилась несущая обшивка из бакелитовой фанеры переменной толщины от 5 до 3 мм, передняя кромка выклеивалась из берёзового шпона толщиной 3 мм. Внутри центроплана вклеены кессоны для установки бензобаков. Центроплан крепился к лафету и фюзеляжу на болтовых соединениях с помощью четырёх стальных кронштейнов (два передних и два задних), соединение было в эксплуатации неразъёмным, так как закрыто зализом центроплана, выклеенного из берёзового шпона. На переднем лонжероне центроплана крепились узлы крепления створок и стоек шасси. На заднем лонжероне устанавливались узлы крепления основных топливных баков и шарниры закрылков.
Конструкция каркаса отъёмной части крыла почти аналогична каркасу центроплана и включает два лонжерона, 15 нервюр, носовой, средний и хвостовой стрингеры, заднюю кромку и концевой обвод. Консоли крепятся к центроплану на двух стальных узлах стыковки, в каждом по четыре болта из термообработанной хромансилевой стали.
На самолётах производства 1944 года (тип 41) применяются лонжероны центроплана и крыла, изготовленные из термообработанной стали марки С30ХГСА.
Механизация крыла
Элероны типа Фриз с весовой балансировкой и аэродинамической компенсацией. Силовой набор состоит из трубчатого лонжерона и девяти дюралевых нервюр, обшивка полотняная. Элероны крепились к заднему лонжерону крыла тремя шарнирами. Элероны отклонялись от нейтрального положения на 18°±1° вверх и вниз. На левом элероне установлен неуправляемый триммер. Управление элеронами осуществлялось с помощью трубчатых тяг от ручки управления в кабине лётчика.
Щитки-закрылки типа Шренк двухсекционные, цельнометаллические. Расположены между элеронами и фюзеляжем. Подвеска петлевая. Управление — от гидросистемы. Максимальный угол отклонения составляет 60° с допуском минус 10°.
Предкрылки щелевые автоматические, выпускались под действием аэродинамических сил на больших углах атаки, затягивая появление срывных явлений на крыле. Крепились на передней кромке крыла между 6 и 14 нервюрами.

### Хвостовое оперение
Киль (технологически входил в состав фюзеляжа), стабилизатор, рули направления и высоты. Стабилизатор — двухлонжеронный цельнодеревянный с работающей обшивкой из двух миллиметровой дельта-древесины: угол установки стабилизатора составляет 0°±10′, поперечное V — 0°±15′ . Рули высоты металлические крепились к стабилизатору на двух шарнирах, триммер только на левой половине. Отклонение руля высоты вверх составляет 27°30′-1°; отклонение вниз — 16°30′-1°. Отклонение триммера — ±17°-1°.
Руль направления конструктивно аналогичен рулям высоты, к килю крепился при помощи трёх шарниров. Полный угол отклонения руля направления ±25°-1°

### Шасси
Шасси двухстоечное с убирающимся хвостовым колесом. Основные ноги убираются гидравлическими подъёмниками в центроплан по размаху к оси фюзеляжа. В случае неисправности гидросистемы предусмотрен принудительный выпуск шасси от воздушной системы самолёта.
Амортизаторы масляно-пневматические, с полным ходом штока амортизатора 180 мм. В каждый амортизатор основной ноги шасси заливалась спирто-глицериновая смесь (70 % глицерина и 30 % спирта) и затем стойка заряжалась сжатым воздухом до давления 40 атм (на Ла-5ФН установлена более мягкая и длинноходная стойка с ходом штока амортизатора 220 мм и давлением зарядки 32 атм). Часть строевых самолётов дорабатывалась по эксплуатационному бюллетеню № 51 установкой облегчённых стоек с ходом штока 200 мм.
На основных стойках шасси было по одному полубаллонному тормозному колесу размером 650×200 мм. Тормоза воздушно-камерные, барабанного типа, с 10 колодками на колесо.
Рукоятка торможения установлена на ручке управления самолётом. Раздельное торможение колёсами осуществляется через дифференциал управления торможением, связанный с педалями ножного управления.
Хвостовое колесо убирающееся в полёте, с масляно-пневматическим амортизатором, самоориентирующееся. Пневматик размером 300×125 мм.

### Гидравлическая система
Гидравлическая система предназначена для уборки-выпуска шасси и привода закрылков. Механическая гидропомпа МШ-3А установлена на моторе. В качестве рабочей жидкости применялась спиртоглицериновая смесь, по бюллетеню она была заменена на более агрессивную жидкость ГС (смесь окисленного касторового масла с бутиловым спиртом), но из-за разъедания манжет и сальников вскоре вернулись к спиртоглицериновой смеси.

### Воздушная система
Сжатый воздух на самолёте используется для запуска мотора, для работы агрегатов вооружения, торможения колёс и аварийного выпуска шасси. Запас воздуха хранится в бортовом баллоне ёмкостью 8 литров, заряжаемый давлением 140—150 атм.

### Топливная система
На разных сериях самолётов несколько разная топливная система. Так, на самолётах до 9-й серии устанавливалось пять бензобаков (три в центроплане и два консольные) общей ёмкостью 540 литров. Затем были упразднены консольные баки по 97 литров, а ёмкость трёх центропланных баков была увеличена и фактическая заправка самолётов разных серий составляла 460—465 литров.
Так, на самолёте Ла-5ФН в центроплане установлено три бака общей ёмкостью 464 литра. Средний бак расходный. Баки изготовлены из дюралевого сплава АМЦП. В качестве топлива применялся авиационный этилированный бензин 4Б-78. По мере выработки топлива баки заполняются нейтральным газом — охлаждёнными и очищенными выхлопными газами.

### Винтомоторная группа
(Основная статья: поршневой авиационный мотор АШ-82)
На самолёте Ла-5 устанавливался двухрядный звездообразный двигатель воздушного охлаждения М-82 в следующих модификациях:
- М-82А — на первых сериях Ла-5;
- М-82Ф — форсированный мотор, массово устанавливался на Ла-5Ф с декабря 1942 г.;
- М-82ФН — с непосредственным впрыском топлива (инжекторный впрыск) повышенной мощности на взлётном режиме.

Основные параметры мотора М-82ФН:
- тип — бензиновый поршневой двухрядный звездообразный мотор воздушного охлаждения с непосредственным впрыском топлива, нагнетателем и редуктором;
- число цилиндров — 14;
- диаметр цилиндра: 155,5 мм.;
- ход поршня: 155 мм.;
- рабочий объём двигателя: 41,2 л.;
- степень сжатия — 7,0;
- степень редукции — 11:16;
- обороты коленвала максимальные — 2500 об/мин, не более 5 мин (макс. доп. 2600 об/мин при раскрутке на пикировании);
- обороты коленвала на номинальной мощности — 2400 об/мин;
- топливная аппаратура тип — НБ-3У;
- топливо основное — этилированный бензин 4Б-78 с октановым числом не менее 95;
- моторное масло, тип — для лета МК или МС, зимой МЗС;
- диаметр мотора — 1260 мм.;
- длина мотора — 1980 мм.;
- сухой вес: 900±2 % кг.

Система смазки мотора под давлением. Масляный бак, ёмкостью 59 л, размещался в фюзеляже. Для охлаждения моторного масла в полёте применялся масляный сотовый радиатор полукруглой формы, типа ОП-293.
Топливная аппаратура подаёт топливо в цилиндры мотора путём его впрыска под давлением 280—330 кг/см3 (на номинальном режиме). На каждом цилиндре смонтирована форсунка ФБ-10. Количество подаваемого топлива в цилиндры регулируется автоматическим регулятором смеси РС-2. Общий вес комплекта топливной аппаратуры составляет 27,7 кг.
Запуск двигателя производился с помощью пневмостартера.
Воздушный винт ВИШ-105В с регулятором постоянных оборотов Р-7. Винт изменяемого шага, трёхлопастный, диаметром 3,1 м. Вес винта в сборе 141 кг. Углы установки лопастей от 51° 30′ до 22°.

### Система управления
Система управления полётом смешанного типа. Ручка управления соединена жёсткими тягами с элеронами и рулями высоты, а педали тросовой проводкой с рулём направления. Выпуск и уборка щитков-закрылков осуществлялись с помощью гидропривода. Управление триммерами РВ и РН производится посредством штурвальчиков в кабине через тросовую проводку. Триммер крена неуправляемый и регулируется на земле путём отгибания пластины триммера. Автопилота на самолёте нет.

### Оборудование самолёта
На приборной доске самолёта были смонтированы следующие приборы и указатели: компас КИ-11, высотомер двухстрелочный, указатель поворота, вариометр ВА-30, часы АВР, тахометр электрический ТЭ-22, индикатор трёхстрелочный, мановакуумметр, термоэлектрический термометр цилиндров ТЦТ-9, бензиномер электрический БЭ-40, манометр системы шасси, манометр тормоза, указатель отклонения закрылков. Для работы статической и динамической камер указателя скорости и подвода статического давления к высотомеру служит трубка Пито, установленная на левой плоскости у нервюры № 10. Указатель поворота соединён с трубкой Вентури, монтируемой в потоке воздушного винта слева на обтекателе редуктора мотора.
Кислородная аппаратура обеспечивала лётчика кислородом на высотах от 4500 до 10000 м на протяжении 1,5 часов. Кислородный баллон объёмом 4 л и давлением 150 атм.
Электросистема постоянного тока напряжением 27 В питалась от генератора ГС-10-350 с регуляторной коробкой РК-12Ф-350. Генератор с долговременной мощностью 350 ватт, установлен на двигателе, в буфере работала аккумуляторная батарея 12А-5. Аккумулятор был установлен в специальном контейнере в районе шпангоутов № 9 и № 10 фюзеляжа. Управление агрегатами электрооборудования и подключение потребителей сосредоточено на электрощитке в кабине лётчика. Для защиты цепей сзади электрощитка смонтировано 10 плавких предохранителей.
Потребители электроэнергии:
- освещение кабины — одна (или две) лампа на 10 вт с реостатом — регулятором яркости;
- подсветка прицела с регулятором яркости;
- пусковая катушка КП-4716;
- магнето БСМ-14 (2 шт.);
- подсвет компаса КИ-11;
- бортовые огни и хвостовой огонь;
- сигнализация шасси;
- бензиномер с датчиком;
- тахометр;
- розетка рации.

Вся электропроводка выполнена двухпроводной сетью проводами марки ЛПРГС. Провода собраны в жгуты и прикреплены стандартными отбортовочными хомутами. В кабине и моторном отсеке жгуты обмотаны миткалевой лентой.
Радиооборудование включало приёмо-передаточную КВ радиостанцию РСИ-4. Основные агрегаты радиостанции:
- передатчик «Орёл»;
- умформер РУН-30 для питания передатчика;
- приёмник «Малютка»;
- умформер РУ-11А для питания приёмника;
- пульт управления на правом борту кабины.

Передатчик установлен за бронеспинкой, приёмник — в кабине с левой стороны приборной доски.
Антенная мачта высотой 700 мм установлена за кабиной. Тросовая антенна протянута к килю и крепится к килевой мачте высотой 150 мм.

### Вооружение
Две синхронные пушки ШВАК калибра 20 мм (общий боезапас 340 патронов), установленные на ферме над двигателем. Под крылом на крыльевых бомбодержателях подвешивали фугасные или зажигательные бомбы до 100 кг.

## Варианты

### Серийные модификации

#### Ла-5Ф
Новая модель обязана своим появлением новому форсированному двигателю Швецова АШ-82Ф, что и получило отражение в маркировке самолёта. В новом двигателе удалось преодолеть основной недостаток старого мотора — перегрева головки цилиндров, и одновременно повысить мощность двигателя. Помимо двигателя, важнейшим отличием Ла-5Ф от Ла-5 стал абсолютно новый фонарь кабины с существенно улучшенным обзором в заднюю полусферу.
Первые Ла-5 с двигателями АШ-82Ф начали сходить с заводской сборочной линии в декабре 1942 года.
Ла-5Ф прошёл испытания в эвакуированном в Свердловск ЛИИ в апреле 1943 г. Самолёт показал скорость 557 км/ч на уровне моря и 590 км/ ч на высоте 6200 м — на 10 км/ч больше, чем Ла-5. Скороподъёмность возросла гораздо более заметно: Ла-5Ф забирался на 5000 за 5,5 минут, в то время как Ла-5 набирал эту высоту 6 минут.

#### Ла-5ФН
Буквы ФН в маркировке самолёта обозначают Форсированный Непосредственного впрыска топлива.
Новый самолёт начал выпускаться и поступать в войска с марта 1943 года. Ла-5ФН скорее можно считать самолётом, выпускавшимся параллельно с Ла-5Ф, чем преемником последнего.
Двигатель АШ-82ФН мог развивать мощность 1850 л. с. и поддерживать форсированный режим в течение 10 минут (в ходе испытаний выяснилось, что АШ-82ФН может выдерживать форсированный режим значительно дольше, но тогда сказывался малый запас топлива).
В апреле 1943 в Люберцах была проведена серия воздушных боёв между предсерийным Ла-5ФН и трофейным Me Bf.109G-2. Учебные схватки выявили подавляющее превосходство советского истребителя по скорости на малых и средних высотах — основных высотах воздушной войны на Восточном фронте. Ла-5ФН превосходил Me Bf.109G-2 и в манёвренности на вертикалях. Анализ результатов этих боёв привёл к значительным изменениям в тактике действий советской истребительной авиации. Вооружение Ла-5ФН аналогично вооружению Ла-5Ф — две пушки ШВАК с боезапасом по 200 снарядов на пушку.

#### Ла-5УТИ
Двухместный учебно-тренировочный истребитель Ла-5УТИ был разработан в ОКБ-21 под руководством С. А. Лавочкина в г. Горьком летом 1943 года на основе конструкции самолёта Ла-5Ф. Кабина второго пилота (лётчика-инструктора) оборудована на месте радиоотсека одноместного Лавочкина.
Ла-5УТИ имел двойное управление, управление из первой кабины автоматически отключалось в случае, если пилотировать самолёт начинал из второй кабины инструктор. Длина фюзеляжа Ла-5УТИ по сравнению с длиной фюзеляжа Ла-5Ф не изменилась, двухместная машина оснащалась мотором АШ-82Ф. Выпуск Ла-5УТИ продолжался после свёртывания производства Ла-5ФН. Один из вариантов Ла 5УТИ разработан испытан в 1ой Воздушной Армии в условиях ПАМ 30. Испытан в присутствии командира армии Громова М. М. Автор проекта техник-лейтенант Лавров Владимир Васильевич за данную разработку был представлен к ордену отечественной войны 2ой степени, но награждён орденом Красной звезды. Большое количество Ла-5УТИ имелось в полках, вооружённых истребителями Ла-7, так как двухместные Ла-7УТИ появились только в 1946 году и построили их немного. Ла-5УТИ так и остался стандартным самолётом для подготовки к полётам на истребителях Ла-5 и Ла-7.
- Ла-5
- Ла-5Ф
- Ла-5ФН

### Опытные модификации

#### Ла-5 М-71
В начале 1943 года в ОКБ-21 под руководством С. А. Лавочкина в г. Горьком, начало работы по Ла-5 с альтернативной силовой установкой М-71Ф. Двигатель представлял собой двойную звезду воздушного охлаждения и имел мощность 2200 л. с. — на целых 350 л. с. больше, чем АШ-82ФН. Установка перспективного мотора могла резко улучшить характеристики Ла-5.
Самолёт с новым двигателем совершил первый полёт 28 апреля 1943 года. Испытания прошли не совсем удачно, самолёт не смог достичь расчётных характеристик. После тщательных исследований и продувки в аэродинамической трубе, стало ясно, что если улучшить аэродинамику, то максимальная скорость может возрасти до рекордных 720 км/ч. Однако из-за хронической ненадёжности двигателя М-71Ф, он так и не был запущен в серийное производство, и поэтому все работы над новым самолётом были прекращены.

#### Ла-5 206
В 1943 году была выполнена серия продувок Ла-5 в натурной аэродинамической трубе ЦАГИ Т-104. Продувки показали, что даже незначительные улучшения аэродинамики могут значительно улучшить показатели самолёта. По результатам этих испытаний был переделан серийный самолёт с номером 39210206, именно он стал известен как Ла-5 «206». Этот самолёт проходил лётные испытания в конце 1943 — начале 1944 года и показал неплохие результаты. Однако в конструкцию серийных Ла-5 изменения не вносились, но полученные результаты были полностью использованы при разработке Ла-7.

### Проекты

#### Ла-5ВИ
Проект самолёта со вспомогательными реактивными двигателями РД-1 и РД-3 был подготовлен в декабре 1944 года конструкторской группой С. П. Королёва. Реализован в конце 1944 года в варианте известном как Ла-7Р.

## Производство
| Заводы                            | 1942 | 1943 | 1944 | Всего |
| № 21 имени Орджоникидзе (Горький) | 1107 | 4619 | 3503 | 9229  |
| № 31 (Тбилиси)                    | 22   | 5    | -    | 27    |
| № 99 (Улан-Удэ)                   | -    | 184  | 102  | 286   |
| № 381 (Москва)                    | -    | 239  | 221  | 460   |
| Всего                             | 1129 | 5047 | 3826 | 10002 |

## На вооружении
- СССР — Военно-воздушные силы СССР
- Чехословакия — В начале 1944 года Ла-5ФН и Ла-5УТИ стали поступать на вооружение двух истребительных авиаполков 1-го Чехословацкого корпуса, воевавшего в составе Советской армии[6]. Со второй половины 1944 года чешские Ла-5 принимали участие в боях. Ла-5 оставались на вооружении ВВС Чехословакии и после войны, последние машины были списаны в конце 1947 года.
- Польша — Польша получила один истребитель Ла-5ФН в 1945 г., когда рассматривалась возможность оснащения самолётами этого типа нескольких авиаполков польских ВВС. Однако, вместо Ла-5ФН ВВС Польши получили самолёты Як-9П. Имеется информация, что единственный польский Ла-5ФН был списан в 1949 году.

## Применение
Первые Ла-5 стали поступать в строевые авиачасти во второй половине 1942 года. Лётчики быстро оценили новый самолёт как очень хороший, а техники были довольны отсутствием системы водяного охлаждения, которая причиняла много неудобств в полевых условиях.
Переучивание лётного состава происходило как в запасных истребительных авиационных полках, так и во фронтовых условиях. Переучиванием и комплектованием полков занимались:
- 1-й запасной истребительный авиационный полк (с июля 1942 по 1945 гг.);
- 2-й запасной истребительный авиационный полк (с июля 1942 по 1945 гг.);
- 4-й запасной истребительный авиационный полк (1943 г.);
- 14-й запасной истребительный авиационный полк (1942—1943 гг.).

Боевое крещение Ла-5 получил 14 августа 1942 года в составе 49-го иап 234-й иад 1-й воздушной армии в районе Ульяново — Сухиничи — Козельск. С 14 по 24 августа 1942 года лётчики полка на 19 самолётах (тогда под маркой ЛаГ-5) совершили 180 боевых вылетов, налетав 130 часов. В 27 воздушных боях лётчики полка сбили 16 самолётов противника. В полку за это время было сбито 5 ЛаГ-5, 2 не вернулись с боевого задания, 4 потерпели аварию, будучи подбиты в воздушных боях, 1 потерпел аварию из-за дефекта мотора и 1 из лётчиков погиб.
С 20 августа 1942 года в составе 240-го иап появился под Сталинградом. Полк приступил к боям 20 августа 1942 года и до 29 августа 1942 года совершил 109 боевых вылетов, провёл 58 воздушных боёв, сбил 10 самолётов, однако и сам был разбит — в строю осталось только несколько лётчиков, потерял 7 самолётов. Остатки полка были перебазированы на тыловой аэродром, а затем и вовсе отведены в резерв. Несмотря на то, что из-за отсутствия достаточного количества опытных пилотов потери были большие, Ла-5 сразу же хорошо зарекомендовал себя. Для немецких лётчиков появление нового самолёта стало очень неприятной неожиданностью. После Сталинградской битвы Ла-5 перестал быть неожиданностью для немцев, самолёты этого типа стали появляться на всех участках советско-германского фронта.
Летом 1943 совершенно новый Ла-5 совершил вынужденную посадку на немецком аэродроме, что дало немцам возможность провести всесторонние лётные испытания машины. Пилот-испытатель Ханс-Вернер Лерхе написал детальный отчёт.
Ла-5 принимали участие в боях с конца 1942 года по лето 1943 года, после чего их заменили более совершённые варианты Ла-5Ф, Ла-5ФН и впоследствии Ла-7. Хотя некоторые Ла-5 воевали и в 1944 году.
Наиболее широко Ла-5 применялся во время Курской битвы. Именно здесь (на аэродроме п. Уразово), на Ла-5, открыл свой боевой счёт знаменитый советский ас Иван Кожедуб. Во время сорокового боевого вылета 6 июля 1943, Кожедуб сбил свой первый немецкий самолёт, бомбардировщик Юнкерс Ю-87. К концу Курской битвы Кожедуб одержал девять воздушных побед, и был награждён Орденом Боевого Красного знамени.
На самолёте Ла-5 также летал знаменитый советский лётчик Алексей Маресьев, лишившийся ног и несмотря на это сумевший на протезах вернуться в боевую авиацию.
Кроме того, на Курской дуге начал массово использоваться Ла-5ФН, которому противостоял немецкий истребитель FW 190A. Строго говоря, Ла-5 и FW-190A не раз уже встречались в боях, однако под Курском на них была сделана ставка — истребителям с двигателями воздушного охлаждения предстояло завоёвывать господство в воздухе. Бои показали, что, несмотря на все свои многочисленные достоинства, «Фоке-Вульф» в качестве истребителя воздушного боя уступает «Лавочкину». Советские лётчики всегда отмечали, что с «мессерами» бои вести труднее, нежели с FW-190. Осознали это и сами немцы. На Восточном фронте вплоть до 9 мая 1945 года основным истребителем оставался Мессершмитт Bf.109.

## Оценка проекта
Недостатки конструкции
На скорости менее 210 км/ч самолёт сваливается в штопор, также как и при энергичных манёврах. Минимальное время виража на высоте 2400 м, скорости 320 км/ч, крен 67°, перегрузка 2,6 G — 30 секунд. На высоте 1000 м и форсированном режиме вираж выполняется не менее чем за 25 с. Фигура бочка выполняется за 4 с.
При скорости 450 км/ч и высоте 200 м наблюдаются колебания по рысканию (период 3 с).

## Лётно-технические характеристики
| Параметр / Модификация                | Ла-5         | Ла-5Ф        | Ла-5ФН                                 | Ла-5УТИ      | Ла-5 № 206   | Ла-5 М-71    |
| ------------------------------------- | ------------ | ------------ | -------------------------------------- | ------------ | ------------ | ------------ |
| Экипаж, чел.                          | 1            | 1            | 1                                      | 1-2          | 1            | 1            |
| Первый полёт                          | 1942         | 1943         | 1943                                   | 1944         | 1944         | 1943         |
| Геометрия                             |              |              |                                        |              |              |              |
| Длина, м                              | 8,67         | 8,67         | 8,67                                   | 8,67         | 8,67         | 8,31         |
| Размах крыла, м                       | 9,76         | 9,76         | 9,76                                   | 9,76         | 9,76         | 9,76         |
| Площадь крыла, м2                     | 17,5         | 17,5         | 17,5                                   | 17,5         | 17,5         | 17,5         |
| Масса                                 |              |              |                                        |              |              |              |
| Масса пустого, кг                     | 2800         | 2810         | 2706                                   | 2789         | 2940         | 2960         |
| Масса нормальная взлётная, кг         | 3230         | 3200         | 3168                                   | 3210         | 3445         | 3526         |
| Силовая установка                     |              |              |                                        |              |              |              |
| Тип двигателя                         | М-82А        | М-82Ф        | М-82ФН                                 | М-82Ф        | М-82ФН       | М-71Ф        |
| Мощность номинальная, л. с.           | 1330         | 1330         | 1460                                   | 1330         | 1460         |              |
| Мощность взлётная, л. с.              | 1700         | 1850         | 1850                                   | 1850         | 1850         | 2200         |
| Вооружение                            | 2x20 мм ШВАК | 2x20 мм ШВАК | 2x20 мм ШВАК и 2х 100-кг бомбы ФАБ-100 | 2x20 мм ШВАК | 2x20 мм ШВАК | 2x20 мм ШВАК |
| Лётные данные                         |              |              |                                        |              |              |              |
| Максимальная скорость у земли, км/ч   | 509          | 560          | 593                                    | 552          | 630          | 612          |
| Максимальная скорость на высоте, км/ч | 580 (6250 м) | 600 (6300 м) | 648 (6250 м)                           | 600 (3500 м) | 684 (6150 м) | 685          |
| Практическая дальность, км            | 1190         | 760          | 1000                                   | 720          | 980          | 1000         |
| Максимальная скороподъёмность, м/мин  | 833          | 910          | 1064                                   | 877          | 962          | 1012         |
| Практический потолок, м               | 9500         | 9550         | 11 200                                 | 10 000       | 10 400       | 10 800       |